# Farringdon (stacja kolejowa)
Farringdon – stacja kolejowa oraz metra w centralnym Londynie, w dzielnicy Farringdon, na terenie gminy Islington. Stacja ta jest jednym z najważniejszych węzłów przesiadkowych w stolicy, ulokowanym na skrzyżowaniu linii kolejowych Thameslink (północ–południe) oraz Elizabeth Line (wschód–zachód). Jest to jednocześnie jedna z najstarszych stacji metra na świecie, wpisana do rejestru zabytkowych budynków jako obiekt klasy II.

## Ruch pasażerski
Stacja obsługuje ruch miejski, podmiejski i regionalny. Zatrzymują się tu pociągi linii Thameslink, przecinającej Londyn wzdłuż osi północ–południe, oraz Elizabeth Line, przebiegającej przez stolicę ze wschodu na zachód. Stacja obsługiwana jest także przez pociągi trzech linii metra londyńskiego – Circle, Hammersmith & City oraz Metropolitan. Stacja ma 6 krawędzi peronowych rozmieszczonych na dwóch poziomach podziemnych – na poziomie wyższym po 2 krawędzie peronowe dla linii Thameslink i pociągów metra, a na poziomie niższym 2 dla pociągów Elizabeth Line.
Jest to jedna z najruchliwszych stacji kolejowych w Wielkiej Brytanii. Znaczący wzrost liczby pasażerów odnotowany został w następstwie otwarcia w 2022 roku linii Elizabeth Line. W 2023 roku liczba pasażerów rozpoczynających lub kończących podróż na stacji szacowana była na 31,5 miliona, co czyniło ją 9. pod tym względem stacją zarówno w Londynie, jak i całym kraju. Liczba pociągów zatrzymujących się na stacji wynosi około 140 na godzinę.
Zarządcą stacji jest operator londyńskiego metra, Transport for London.

## Historia
Stacja o nazwie Farringdon Street została otwarta nieopodal obecnej lokalizacji 10 stycznia 1863 roku, jako stacja krańcowa inaugurowanej tego samego dnia linii Metropolitan Railway, pierwszej na świecie podziemnej linii kolejowej. W pierwotnym kształcie linia liczyła 6 km i prowadziła w kierunku stacji Paddington na zachodzie. W obecne miejsce stację przeniesiono 23 grudnia 1865 roku w związku z przedłużeniem linii Metropolitan w kierunku wschodnim, do Moorgate. 26 stycznia 1922 roku nazwę stacji zmieniono na Farringdon & High Holborn, a 21 kwietnia 1936 roku na obecną (Farringdon).

## Galeria

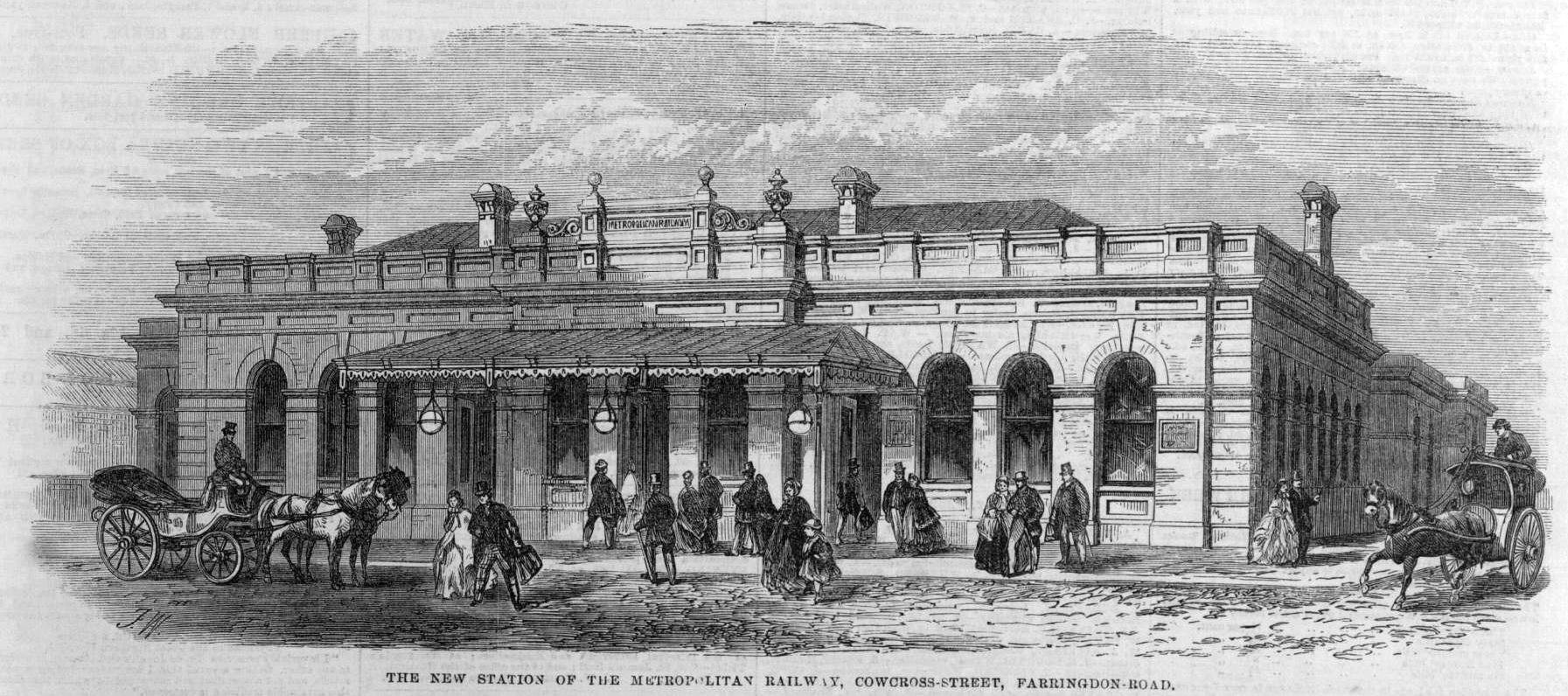
Dworzec Farringdon na ilustracji z 1866 roku
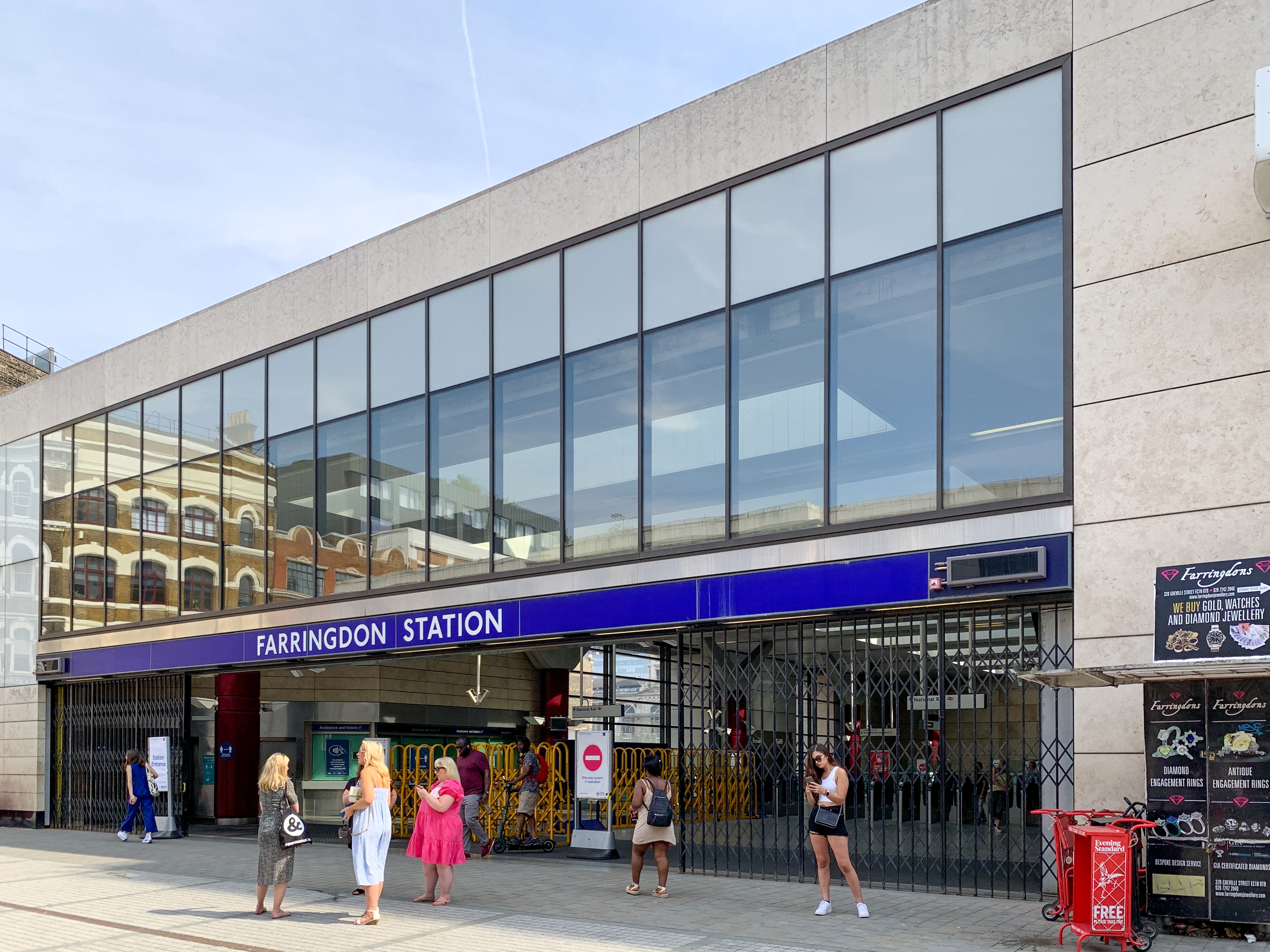
Nowy budynek stacji otwarty w 2012 roku w związku z budową linii Elizabeth Line
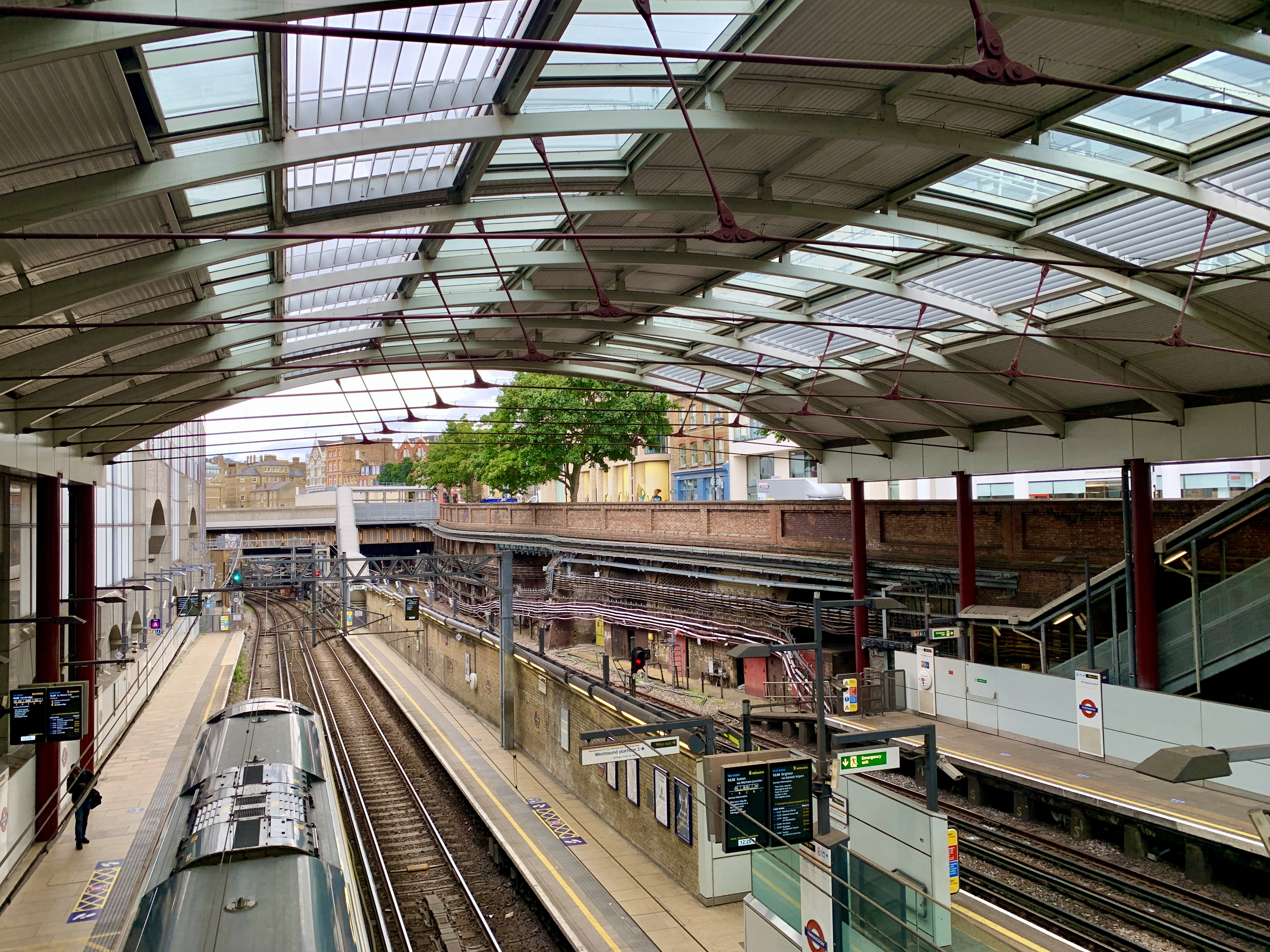
Perony linii Thameslink i metra londyńskiego
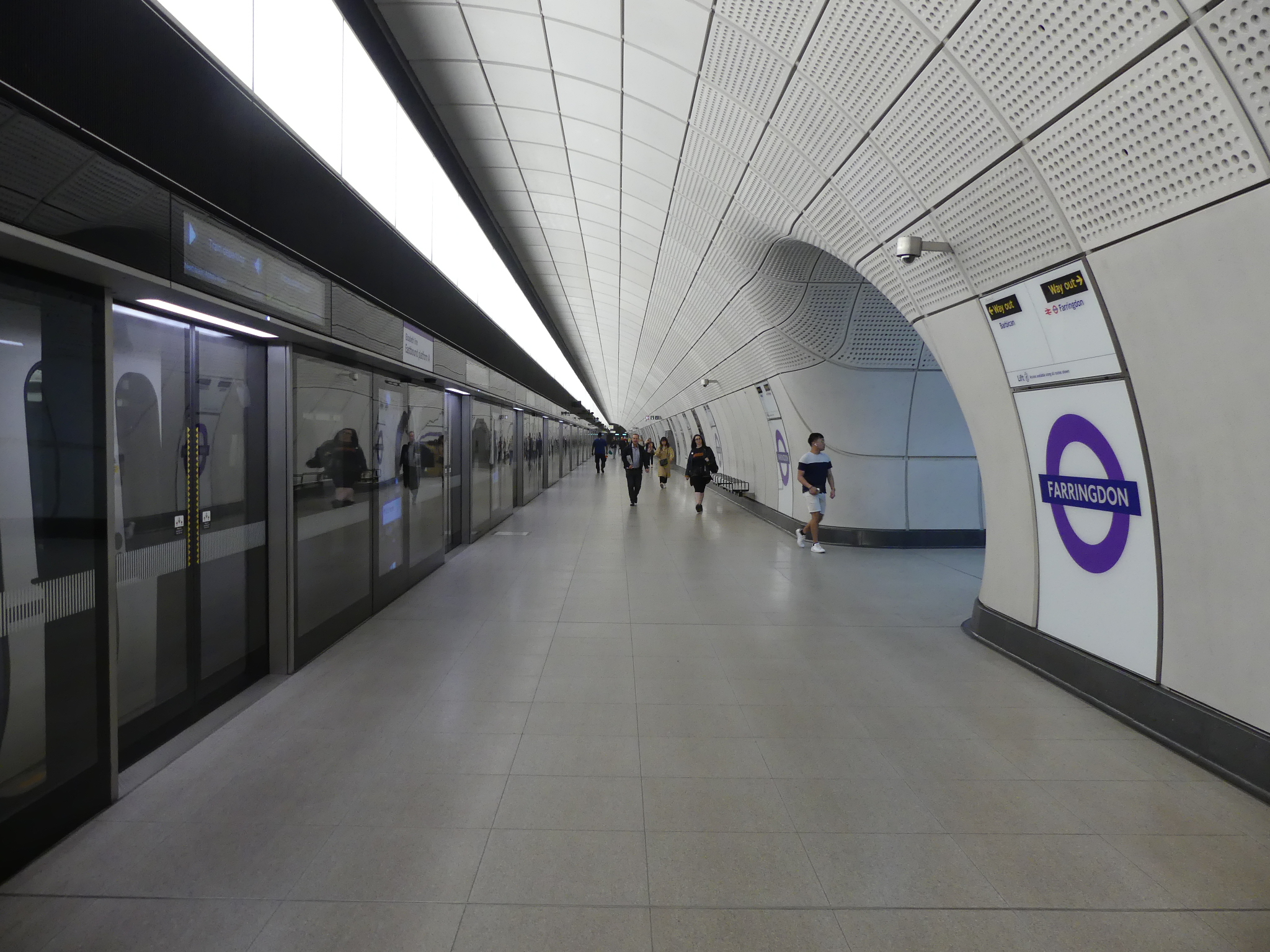
Peron linii Elizabeth Line